# اللي يدري يدري (مسرحية)
اللي يدري يدري، مسرحية كوميدية اجتماعية كويتية، عرضت أول عروضها في ديسمبر 1998.

## بطولة
- طارق العلي: الدكتو رراهي - ام قدري- الساحر- عدة ادوار
- فضيلة المبشر: فاطمة ـــ غدير ــــ عدة ادوار
- منى عبد المجيد: جواهر
- محمد راشد العقروقة: أم صبحي - عدة ادوار
- منى شداد: رقية
- شعبان عباس :نديم – كواكب –عدة ادوار
- إسماعيل سرور: فرج – هبة –سلافة
- خالد العجيرب :بوعثمان– المضيف
- أحمد الشمري : جاك–احمد
- أحمد العونان:عدة ادوار
- فاضل الفهد: فريد
- محسن الشمري:الدكتور ميسون ــ عمشا - عدة ادوار
- ضاحي حمدان: ضاحي – المباحث ــ عدة ادوار
- أحمد إيراج : عبد الرضا–راني
- حامد مرزوق : الدكتور ـــ اريج ـــ عدة ادوار
- عبد الرضا كرم: المضيف - عدة ادوار

تأليف وإخراج محمد خالد.